# Донорство на органи
Донорство на човешки органи или тъкани се извършва или от жив донор, или от починал наскоро, за да бъде присаден върху болен пациент в името на хуманна медицинска цел, а и често за спасяването на човешки живот.
Органите предмет на донорство са сърце, бял дроб, черен дроб, бъбреци, панкреас, черва, роговица на окото, а тъканите: мускули, сухожилия, вени и други.

## Самоубийство
Хората, извършили самоубийство, имат по-висок от средния процент за даряване на органи. Една от причините е по-нисък отрицателен отговор или процент на отказ от семейство и роднини, но обясненията за това остава да бъдат изяснени.
Опит за самоубийство е честа причина за мозъчна смърт (3,8%), най-вече сред младите хора. Донорството на органи е по-често в тази група в сравнение с други причини за смърт. Мозъчната смърт може да доведе до смърт, но все пак със сърцебиене и с механична вентилация всички други жизненоважни органи могат да се съхраняват напълно живи и функционални, което осигурява оптимални възможности за трансплантация на органи.